# Ивано-Франкивск
Ивано-Франкивск (на украински: Івано-Франківськ), до 1939 Станиславов (на украински: Станісла́вів, на полски: Stanisławów), до 1962 Станислав, е град в Югозападна Украйна, административен център на Ивано-Франкивска област. Пощенският му код е 76000.
Има население от 217 хил. жители (2004) и площ от 119,73 км².
Основан е през 1650 г., получава статут на град през 1662 г. Бил е столица на Западноукраинската народна република (ЗУНР).